# Prosper L’Orange
Prosper L’Orange (* 1. Februar 1876 in Beirut; † 30. Juli 1939 in Stuttgart) war ein deutscher Ingenieur und Erfinder. L’Orange entwickelte mit Hilfe des Vorkammerprinzipes den ersten kompressorlosen Dieselmotor. Diese „Vorkammer“ im Dieselmotor wurde am 14. März 1909 mit seinem Patent DRP 230 517 angemeldet. Sie ermöglichte den Weg von der stationären Kraftquelle hin zum mobilen Einsatz, die Grundlage für dieselgetriebene Fahrzeuge.

## Leben
L’Orange wurde 1876 in Beirut geboren als Sohn des Mediziners Rudolf Heinrich L’Orange, der zu dieser Zeit Chefarzt des Johanniter-Spitals von Beirut war. Er studierte von 1896 bis 1900 an der Technischen Hochschule Charlottenburg Maschinen-Ingenieurwissenschaften. Nach Studienabschluss arbeitete er weiter an der Hochschule als assistierender Diplomingenieur im wärmetechnischen Laboratorium. Am 18. September 1902 wird in Danzig sein Sohn Rudolf geboren.
Bei Konstruktionsaufträgen zur Einführung des Dieselmotors für die Gasmotoren-Fabrik Deutz in Köln schuf er die Voraussetzungen zum Bau des ersten betriebsfähigen Kammermotors, die 1908 zum DRP 238 832 führten. Im Oktober 1908 wechselte L’Orange zu Benz & Cie. nach Mannheim, wo er neben dem Vorkammerprinzip im Laufe der Zeit noch drei weitere elementare Erfindungen machte und weiterentwickelte: Die Trichter-Vorkammer, die Nadel-Einspritzdüse und die regelbare Einspritzpumpe.
Nach einer vierjährigen Beschäftigung im Vorstand der 1922 ausgegliederten Motorenwerke Mannheim gründete L’Orange im Jahr 1926 die Firma „Prosper L'Orange Ingenieur-Büro“ in Stuttgart. 1927 übernahm Prosper L’Orange die Firma „REF-Apparatebau“ in Feuerbach bei Stuttgart, die jedoch 1932 Konkurs anmelden musste. 1933 wurde das Unternehmen als „Gebrüder L'Orange Motorzubehör GmbH“ durch seine Söhne Harro und Rudolf L’Orange neu gegründet. Die Nachfolgefirma, die L’Orange GmbH, ist heute Weltmarktführer bei Einspritztechnik für 4-Takt-Großmotoren. Außer mit der Diesel-Einspritzung beschäftigte sich das Unternehmen auch mit der Benzin-Einspritzung. So war beispielsweise der Flugmotor Daimler-Benz DB 605 der Messerschmitt Bf 109 mit einer Benzineinspritzung von L’Orange ausgestattet.
Für die Motorenforschung stand Prosper L’Orange weiterhin zur Verfügung. Er gründete 1939 gemeinsam mit Heinrich Buschmann die noch heute erscheinende Motortechnische Zeitschrift als Informationsplattform.
Für seine Erfindungen erhielt er 1939 kurz vor seinem Tod die Ehrendoktorwürde der Technischen Hochschule Karlsruhe. Sein Sohn Rudolf richtete die Firma nach dem Zweiten Weltkrieg ganz auf Dieseleinspritzung aus. Die Technologieführerschaft auf diesem Gebiet wurde unter anderem mit der Entwicklung der Pumpe-Düse-Einspritzung ab 1944 und dem weltweit ersten elektronischen Serien-Common-Rail-System 1997 behauptet.